# القلعة (المجاديل)

تعديل مصدري - تعديل

القلعــة هي إحدى قرى عزلة المجاديل بمديرية المحويت التابعة لمحافظة المحويت، بلغ تعداد سكانها 32 نسمة حسب تعداد اليمن لعام 2004.